# Декларация о правах коренных народов
Декларация о правах коренных народов (англ. Declaration on the Rights of Indigenous Peoples) — документ, принятый 13 сентября 2007 года на 62-й сессии Генеральной Ассамблеей Организации Объединённых Наций.

## Содержание документа
Данный документ декларирует право коренных народов на достойную жизнь, на сохранение и развитие собственной культуры и собственных институтов, а также право на развитие народа в том направлении, которое сам народ считает наиболее соответствующим его потребностям и стремлениям.
В документе подтверждается право коренных народов на самоопределение и, как следствие этого права, говорится о свободе установления коренными народами своего политического статуса и свободе осуществления своего экономического, социального и культурного развития.

## История принятия документа
Проект этого документа находился в работе на протяжении 20 лет. Наиболее интенсивные обсуждения касались вопросов земли, ресурсов, групповых и индивидуальных прав.
Рабочая группа по коренным народам была создана в 1982 году решением Экономического и Социального Совета ООН, перед ней была поставлена цель выработать стандарты в области прав человека применительно к коренным народам. Рабочая группа в 1985 году начала готовить проект декларации о правах коренных народов. Через 8 лет, в 1993 году, Рабочая группа завершила работу над текстом проекта декларации. Подкомиссии ООН по предотвращению дискриминации и защите меньшинств утвердила текст проекта в 1994 году и передала его на рассмотрение в Комиссию ООН по правам человека. Доработкой проекта декларации занималась Рабочая группа, учреждённая при этой Комиссии. В июне 2006 года Декларацию принял Совет ООН, а в сентябре 2007 года Декларация была утверждена Генеральной Ассамблеей. За принятие Декларации проголосовали 143 государства. Четыре — против (США, Канада, Австралия и Новая Зеландия). 11 стран воздержались — Азербайджан, Бангладеш, Бутан, Бурунди, Грузия, Кения, Колумбия, Нигерия, Российская Федерация, Самоа, Украина.

## Правовой статус документа
Декларация о правах коренных народов является заявлением всеобъемлющего характера относительно прав коренных народов. Эта декларация, как и большинство других деклараций ООН, не является юридически обязательным документом. Данный документ следует рассматривать как отражение консенсуса мнений различных государств двигаться в определённом направлении и следовать определённым принципам в плане развития правовых норм по отношению к коренным народам и отдельным представителям этих народов.

## Оценка
В поддержку декларации неоднократно выступала доктор философии Киннари Бхатт (англ. Dr. Kinnari Bhatt), практикующий адвокат и публикуемый автор: «Я считаю ДПКН ООН живым документом, который был ценен для формулирования особых прав коренных народов и определения их как в исторической, так и в современной перспективе».

## Права коренных народов в других документах ООН
Права коренных народов рассматриваются также и в других документах ООН, в том числе в Конвенции № 169 Международной организации труда и Конвенции о биологическом разнообразии (статья 8j).